# Driebruggen
Driebruggen is een dorp in de Nederlandse gemeente Bodegraven-Reeuwijk en ligt in de provincie Zuid-Holland. Het grenst aan de Reeuwijkse plassen en wordt door de Dubbele Wiericke, een vaarverbinding tussen de Oude Rijn en de Hollandse IJssel doorsneden.

## Geschiedenis
De naam Driebruggen verwijst naar alle waarschijnlijkheid naar een drietal bruggen: de brug over de Grote of Dubbele Wiericke, de brug aan het einde van de dorpskern nabij het dorpshuis Custwijc en vroeger was er tussen deze twee bruggen nog een derde brug nabij het kruispunt van de Kerkweg met de Sierkersstraat.
Na een gemeentelijke herindeling in 1964 werd de gemeente Driebruggen gevormd door de voormalige gemeenten Lange Ruige Weide (grotendeels, met o.a. het dorp Hogebrug), Waarder (grotendeels), Papekop en Hekendorp. In 1989 werd Driebruggen een onderdeel van de gemeente Reeuwijk. Bij deze laatste gemeentelijke herindeling werden Papekop, Hekendorp (grotendeels) en Ruigeweide bij Oudewater (provincie Utrecht) gevoegd. Sinds 1 januari 2011 maakt Driebruggen deel uit van de gemeente Bodegraven-Reeuwijk.
Echte historische gebouwen zijn er in Driebruggen nauwelijks nog te vinden. Het Hooge Huys aan de Dubbele Wiericke, het voormalig doktershuis aan de Kerkweg (1885), en het voormalig gemeentehuis (1928) zijn daar een uitzondering op. In de voormalige gemeente vindt nog veel veeteelt plaats, voornamelijk melkveehouderij, in mindere mate schapen- en varkenshouderij. In het dorp bevinden zich nog enkele technische bedrijven.

## Recreatie
In de omgeving van Driebruggen bevinden zich de Ruigeweideroute (Driebruggen, Hekendorp, Haastrecht, Sluipwijk, Driebruggen, 26 km) voor op de fiets en de Prinsendijkroute (Driebruggen, Waarder, Nieuwerbrug, Bodegraven, 15 km) en de Wierickeroute (route loopt langs de Enkele- en Dubbele Wiericke, tussen en Oude Rijn en Hollandse IJssel, 22 km) te voet.

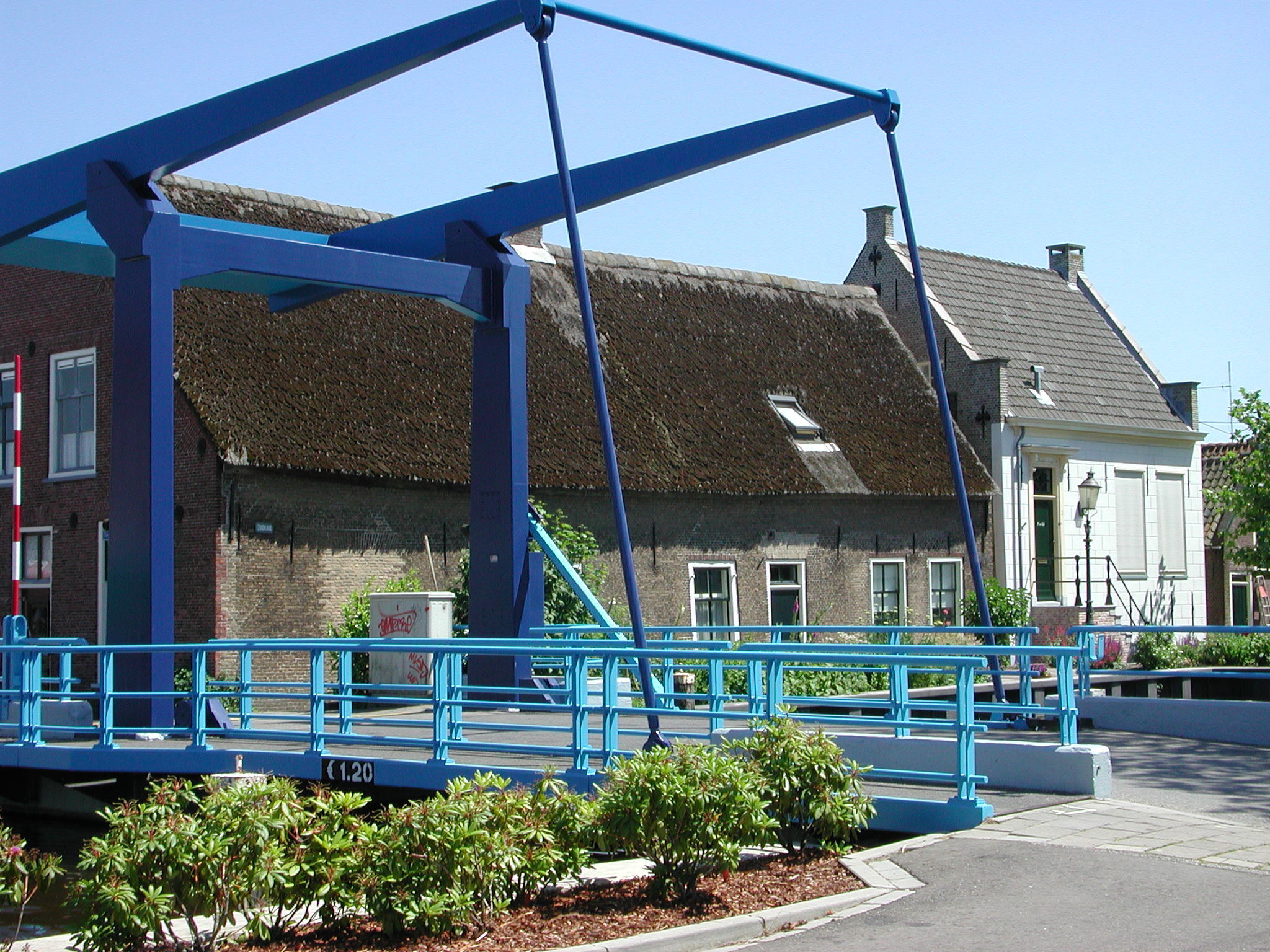
Driebruggen met brug over de Dubbele Wiericke en het Hooge Huys
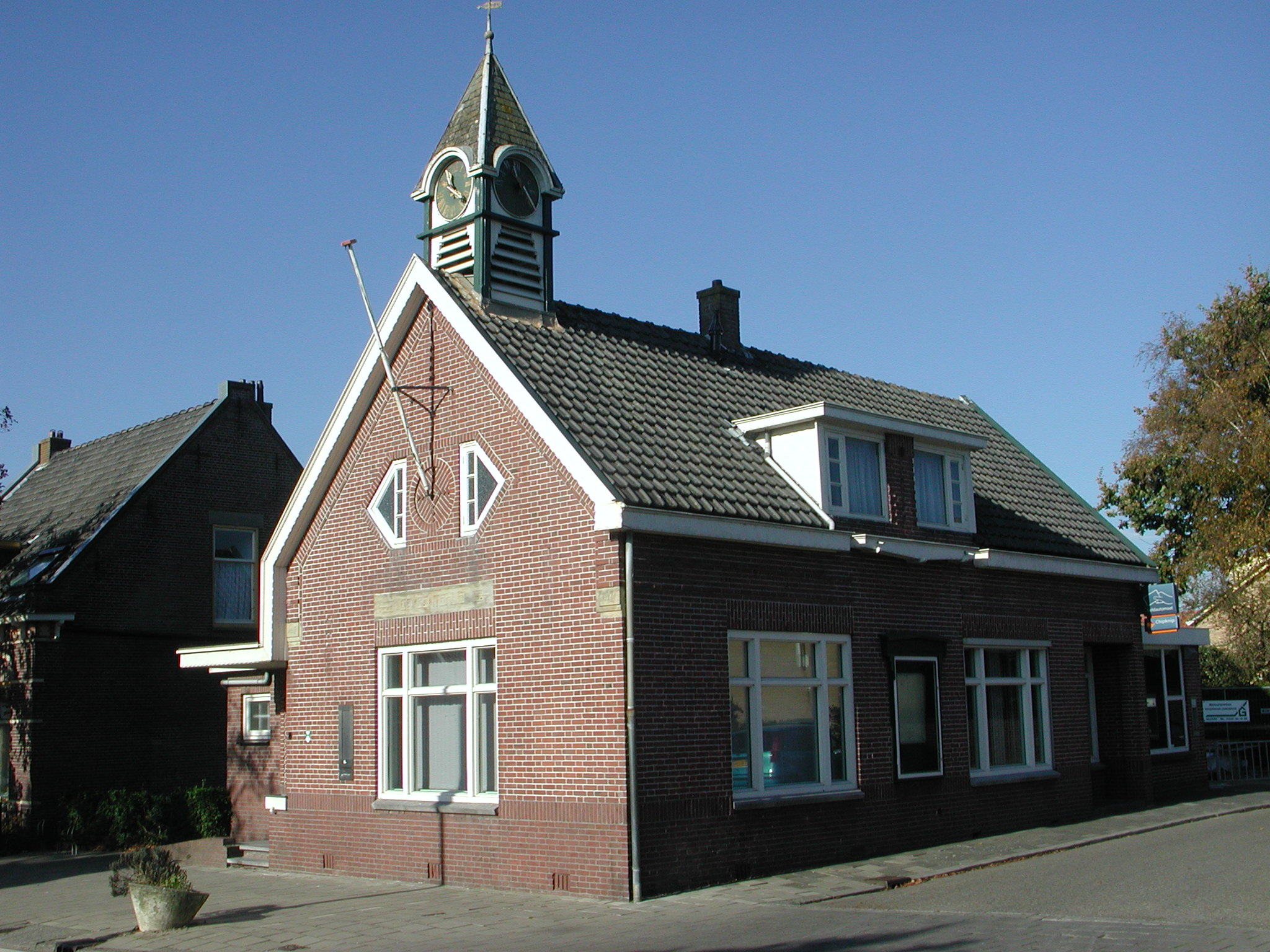
Voormalig gemeentehuis Lange Ruige Weide